# Delage Type AI e AK
Le Type AI e Type AK erano due autovetture di fascia alta prodotta tra il 1913 e il 1915 dalla Casa automobilistica francese Delage.

## Profilo
Le Type AI e AK furono lanciate entrambe nel 1913 e rappresentarono la fascia alta della gamma Delage. In ogni caso, in quel periodo, la gamma Delage era rappresentata unicamente da queste due vetture, dal momento che gli altri modelli delle fasce inferiori erano stati tutti tolti di produzione.
Pur occupando una nicchia di mercato simile, le Type AI e AK non condividevano lo stesso telaio, ma nascevano su due telai differenti, che sarebbero stati rispettivamente utilizzati sulle future Type BI e BK che ne avrebbero preso il posto.
Entrambe le vetture erano disponibili in due varianti di passo. Si avevano così: la Type AI a passo corto (passo di 2938 mm) e la Type AI a passo lungo (3187 mm), e anche la Type AK a passo corto (2989 mm) e la Type AK a passo lungo (3401 mm).
Anche i motori erano differenti: la Type AI montava un 4 cilindri da 2297 cm³ di cilindrata, in grado di erogare una potenza massima di 24 CV a 1600 giri/min. La Type AK, invece montava un'evoluzione del 6 cilindri da 2.6 litri già montato sulla precedente Type AH: grazie a un'operazione di rialesatura, quest'unità motrice passò da 2566 a 2669 cm³, e la potenza massima passò da 25 a 27 CV.
Queste vetture furono prodotte fino al 1915: la Type AI fu sostituita dalla Type BI, mentre la Type AK fu sostituita dalla Type BK. I telai delle due nuove vetture rimasero gli stessi delle rispettive progenitrici.